# Condado de Etowah
El condado de Etowah  (en inglés: Etowah County), es un condado del estado estadounidense de Alabama que fue fundado en 1866 y su nombre es una traducción de «árbol de alimentos» al lenguaje cherokee. En el año 2000 tenía una población de 103 459 habitantes con una densidad de población de 75 personas por km². La sede del condado es Gadsden.

## Geografía
Según la oficina del censo el condado tiene una superficie total de 1422 km² (549 mi²), de los que 1386 km² (535,13513513514 mi²) son tierra y 36 km² (13,8996139 mi²) (1.99%) son agua.

### Condados adyacentes
- Condado de DeKalb - norte
- Condado de Cherokee - este
- Condado de Calhoun - sureste
- Condado de St. Clair - suroeste
- Condado de Blount - oeste
- Condado de Marshall - noroeste

### Principales carreteras y autopistas
- Interestatal 59
- Interestatal 759
- U.S. Autopista 11
- U.S. Autopista 278
- U.S. Autopista 411
- U.S. Autopista 431
- Carretera estatal de Alabama 77
- Carretera estatal de Alabama 132
- Carretera estatal de Alabama 291
- Carretera estatal de Alabama 759

### Transporte por ferrocarril
Las compañía que disponen de servicio son:
- Norfolk Southern Railway
- Alabama and Tennessee River Railway

## Demografía
Según el 2000 la renta per cápita media de los habitantes del condado era de 31.170 dólares y el ingreso medio de una familia era de 38.697 dólares. En el año 2000 los hombres tenían unos ingresos anuales 31.610 dólares frente a los 21.346 dólares que percibían las mujeres. El ingreso por habitante era de 16.783 dólares y alrededor de un 15,70% de la población estaba bajo el umbral de pobreza nacional.

## Ciudades y pueblos
Las principales son:
- Altoona (de modo parcial)
- Attalla
- Boaz (de modo parcial)
- Gadsden
- Glencoe (de modo parcial)
- Hokes Bluff
- Mountainboro
- Ohatchee (de modo parcial)
- Rainbow City
- Reece City
- Ridgeville
- Sardis City
- Southside
- Walnut Grove